# Эдуарду, Мария
Мария Тереза Жуакин Эдуарду (порт. Mária Teresa Joaquim Eduardo; род. 17 сентября 1973) — ангольская гандболистка, полевой игрок. Участница летних Олимпийских игр 2004 года, трёхкратная чемпионка Африки 2004, 2006 и 2008 годов.

## Биография
Белина Лариса родилась 17 сентября 1973 года.
Играла в гандбол за ангольские «Петру Атлетику» и АСА из Луанды.
В 1996 году вошла в состав женской сборной Анголы по гандболу на летних Олимпийских играх в Атланте, занявшей 7-е место. Играла в поле, провела 4 матча, забросила 10 мячей (четыре в ворота сборной Южной Кореи, три — США, два — Норвегии, один — Германии).
В 2008 году вошла в состав женской сборной Анголы по гандболу на летних Олимпийских играх в Пекине, занявшей 12-е место. Играла в поле, провела 5 матчей, забросила 10 мячей (четыре в ворота сборной Казахстана, три — Франции, два — Румынии, один — Китаю).
Трижды выигрывала золотые медали чемпионата Африки — в 2002 году в Марокко, в 2006 году в Тунисе и в 2008 году в Анголе.